# Bainaib

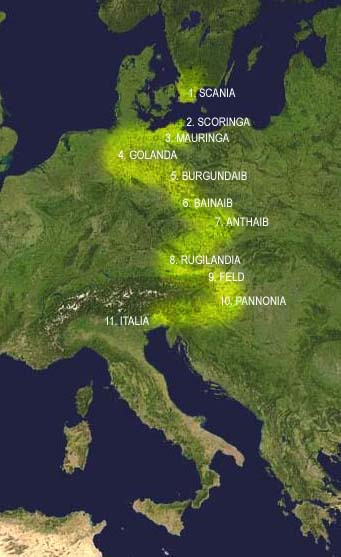
Le principali tappe della migrazione dei Longobardi.

Bainaib è il nome con il quale l'Origo gentis Langobardorum, ripresa da Paolo Diacono (che però ne muta la grafia in Banthaib), indica una delle regioni dove si stabilirono i Longobardi a partire dalla fine del II secolo, dopo le Guerre marcomanniche.
Incerta l'esatta collocazione della regione. Di certo si trattava di un'area posta a sud dell'Elba, probabilmente nell'attuale Boemia nordorientale. Tale ubicazione deriva da una possibile correlazione tra "Bainaib", i "Baningas" citati nel Widsith e forse i Βαινοχαῖμαι ricordati da Tolomeo. Ludwig Schmidt obietta che in quest'area erano presenti all'epoca i Marcomanni, ma è probabile che questi ultimi avessero concesso parte del loro territorio agli alleati longobardi. Anche un'identificazione del Bainaib con la terra dei Bani o Baini sarebbe compatibile con tale ipotesi, essendo anche questo popolo stanziato tra Boemia, Lusazia e Slesia; così pure l'interpretazione del toponimo come "terra dei Gepidi".